# United (Nik & Jay-album)
 For alternative betydninger, se United. (Se også artikler, som begynder med United)
United er det femte studiealbum af den danske popgruppe Nik & Jay. Det udkom den 28. oktober 2013 på Nexus Music og Copenhagen Records, blot otte måneder efter udgivelsen af den digitale EP Copenhagen Pop Cartel i marts måned. Albummet indeholder også hitsinglerne "United" og "Ocean of You" fra samme EP, samt den nye single "#pæntnejtak", der udkom som første single den 6. september 2013. United debuterede som nummer to på album-hitlisten, med 3855 solgte eksemplarer i den første uge. I december modtog albummet guld for 10.000 solgte eksemplarer. United var det 14. mest solgte album i 2013 i Danmark.
United omhandler ifølge Nik & Jay Danmark: "Det er et album til Danmark. Det er et album om Danmark. Det er os to mod og med denne her lille elskværdige og samtidig udfordrende geografiske plet på landkortet, som vi kalder hjem." Albummet har fået titlen United efter singlen af samme navn, der er skrevet i samarbejde med Aura Dione. Nik & Jay overvejede bl.a. titlerne Novembervej og Billeder af hende, men valgte United da "vi sammen skal løfte opgaven. Hver dag vælge det kreative, og fordi "United" var starten til endnu et nyt Nik & Jay-kapitel. Det er samtidig et udtryk for det fællesskab og sammenhold, vi har her i vores musikalske kollektiv. Kald os bare musikalske blodbrødre."

## Spor
| #   | Titel                                           | Sangskriver(e)                                         | Producer(e)          | Længde |
| --- | ----------------------------------------------- | ------------------------------------------------------ | -------------------- | ------ |
| 1.  | "Billeder af hende"                             | Nik & Jay, Puma, Jon & Jules                           | Puma, Jon & Jules    | 3:46   |
| 2.  | "Ocean of You" (featuring Søren Huss)           | Nik & Jay, Søren Huss, Puma                            | Puma                 | 3:37   |
| 3.  | "#pæntnejtak"                                   | Nik & Jay, Jon & Jules                                 | Jon & Jules          | 3:02   |
| 4.  | "Novembervej"                                   | Nik & Jay, Jon & Jules, Puma                           | Jon & Jules, Puma[a] | 3:51   |
| 5.  | "United" (featuring Lisa Rowe)                  | Nik & Jay, Nabil Nafar, Aura Dione                     | Nafar                | 3:25   |
| 6.  | "Bravehearts"                                   | Nik & Jay, Puma, Jon & Jules                           | Puma, Jon & Jules[a] | 4:02   |
| 7.  | "De vigtigste skridt" (featuring Kristian Leth) | Nik & Jay, Jon & Jules, Kristian Leth                  | Jon & Jules          | 3:52   |
| 8.  | "Stop! Dans!"                                   | Nik & Jay, Jon & Jules, Rasmus Hedegaard, Brandon Beal | Jon & Jules          | 3:57   |
| 9.  | "Forstadsdrømme"                                | Nik & Jay, Puma, Jon & Jules                           | Puma, Jon & Jules    | 4:11   |
| 10. | "Bag tonede ruder"                              | Nik & Jay, Puma                                        | Puma                 | 4:23   |
| 11. | "Velkommen hjem"                                | Nik & Jay, Jon & Jules                                 | Jon & Jules          | 3:59   |

Noter
- ↑[a] angiver co-producer

## Hitlister og certificeringer
| Hitliste (2012)        | Højeste placering |
| ---------------------- | ----------------- |
| Danmark (Album Top-40) | 2                 |

| Hitliste (2013) | Placering |
| --------------- | --------- |
| Danmark         | 14        |
| Hitliste (2014) | Placering |
| Danmark         | 48        |

| Land (Organisation) | Certificering |
| ------------------- | ------------- |
| Danmark (IFPI)      | Guld          |